# Wilhelm Wachsmuth

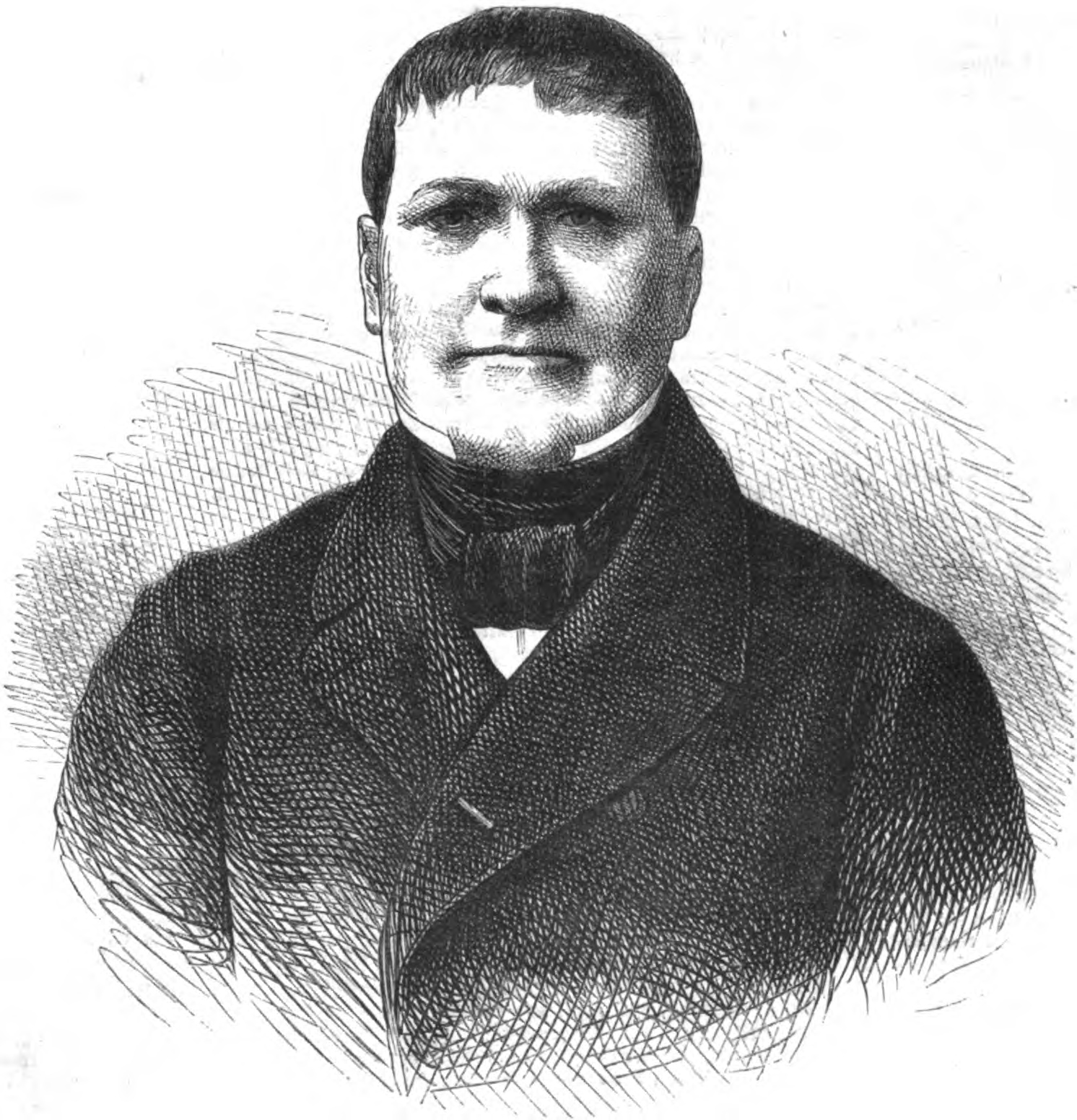
Wilhelm Wachsmuth

Ernst Wilhelm Gottlieb Wachsmuth (* 28. Dezember 1784 in Hildesheim; † 23. Januar 1866 in Leipzig) war ein deutscher Historiker.

## Leben
Wilhelm Wachsmuth studierte an der Friedrichs-Universität Halle Philologie und Evangelische Theologie. 1803 wurde er Mitglied des Corps Saxonia Halle. Danach wurde er Lehrer an der Klosterschule Magdeburg und 1811 Subrektor am Francisceum Zerbst. 1815 kehrte er als Lehrer der Franckeschen Stiftungen nach Halle (Saale) zurück. Zugleich war er Lektor für italienische und englische Sprache an der Friedrichs-Universität.
1820 folgte er dem Ruf der Christian-Albrechts-Universität Kiel auf ihren Lehrstuhl. Für das Amtsjahr 1825/26 wurde er zum Rektor gewählt. Doch schon Ende 1825 wechselte er an die Universität Leipzig, in deren Umfeld er auch die redaktionelle Betreuung der Leipziger Literaturzeitung übernahm. Zudem wurde er 1834/35 ebenfalls zum Rektor der Universität gewählt. Sein Nachfolger auf dem Leipziger Lehrstuhl wurde der von ihm vorgeschlagene Georg Voigt.
Ein wichtiger Schüler von Wachsmuth ist Heinrich Wuttke. Er promovierte bei Gustav Adolf Harald Stenzel in Breslau und habilitierte sich bei Wachsmuth in Leipzig. Wuttke besorgte für Wachsmuth auch eine kleine Festschrift.
Wachsmuth war Mitglied des Bundes der Freimaurer in mehreren Logen. In ihrem Gründungsjahr 1846 wurde er als ordentliches Mitglied in die Königlich Sächsische Gesellschaft der Wissenschaften aufgenommen.

## Werk
Wachsmuth ist als Althistoriker und Kulturhistoriker, aber auch als Geschichtstheoretiker von Bedeutung. Mit Johann Gustav Droysen war er einer der Wegbereiter für eine Historik.
Die 1820 veröffentlichte Theorie der Geschichte von Wachsmuth sticht aus der Reihe zeitgenössischer Texte zur Einführung in die Geschichte hervor durch das komplexe Herangehen an alle Seiten ihrer Historik, der Grundlagen ihres Faches, wie es erst später durch Droysen wieder aufgenommen wurde. Wachsmuths Entwurf ist damit in seinem theoretisch-methodologischen Gehalt eines der interessantesten Dokumente aus der Übergangszeit des historischen Denkens von der Spätaufklärung zum Historismus. Einige der darin geäußerten Ansichten von 1820 muten noch sehr modern an.
Ein weiterer Schwerpunkt seiner Forschungen war die Geschichte Niedersachsens und des Hochstifts Hildesheim.

## Publikationen
- Ältere Geschichte der Römer. Halle 1819
- Entwurf einer Theorie der Geschichte.  Halle 1820; (Nachdruck hrsg. von Hans Schleier und Dirk Fleischer, 1992.)
- Grundriß der allgemeinen Geschichte der Völker und Staaten. Leipzig 1826, 4. Aufl. 1875
- Hellenische Altertumskunde, 4 Bde. Halle 1826–1830; 2. Aufl. 1843–46, 2 Bde. (sein bedeutendstes Werk)
- Historische Darstellungen aus der Geschichte der neuern Zeit, 3 Bde. Leipzig 1831–35
- Europäische Sittengeschichte, 5 Bde. Leipzig 1831–39
- Geschichte Frankreichs im Revolutionszeitalter, 4 Bde. Hamburg 1840–44
- Weimars Musenhof in den Jahren 1772–1807. Berlin 1844
- Das Zeitalter der Revolution, 4 Bde. Leipzig 1846–48
- Allgemeine Kulturgeschichte, 3 Bde. Leipzig 1850–1852
- Geschichte der politischen Parteiungen, 3 Bde. Braunschweig 1853–57
- Geschichte deutscher Nationalität, 3 Bde. Braunschweig 1860–62
- Niedersächsische Geschichten. Braunschweig 1863